# Jean-Henri de Perceval
Pour les articles homonymes, voir Perceval (homonymie).
Jean-Henri-Emmanuel-Joseph de Perceval (Malines, 2 août 1786 - hôtel Perceval, 16 mars 1842) est un homme politique belge de tendance libérale.

## Biographie

### Vie familiale
Né dans une famille noble originaire de Nivelles, Jean-Henri de Perceval est le fils d'Emmanuel de Perceval, un haut fonctionnaire proche du pouvoir autrichien, et d'Anne-Marie-Françoise Vermylen. Neveu du bourgmestre Jean Joseph Vermylen-Neeffs, il est, par la première épouse de son père, le demi-frère de Mgr Corneille-François de Nélis et du bourgmestre Jean-Charles de Nelis. Il a pour parrain le cardinal de Frankenberg, qui été très proche de Mgr de Nélis.
Marié avec Antoinette-Françoise van den Nieuwenhuysen, fille du manufacturier Constantin Joseph van den Nieuwenhuysen (1749-1823), aumônier et écoutète de la ville de Malines, riche propriétaire (Couvents des Cellites et des Capucins de Malines, château d'Ambroos, etc) et plus importante fortune malinoise en 1814, et de sa seconde épouse Isabelle-Caroline de Drijver, descendante de Gérard van den Nieuwenhuysen,, il est le père de :
- Sidonie de Perceval (1814-1883), épouse du général Narcisse Ablaÿ
- Wilhelmine de Perceval (1815-1835), artiste peintre
- Ferdinand Corneille Marie Ghislain de Perceval (1817-1876), marié à Mathilde Collier-Kuysten van Hoesen[5]
- Armand de Perceval (1818-), diplomate, homme de presse et député
- Victoire Isabelle Marie de la Mercede de Perceval (1820-1824).

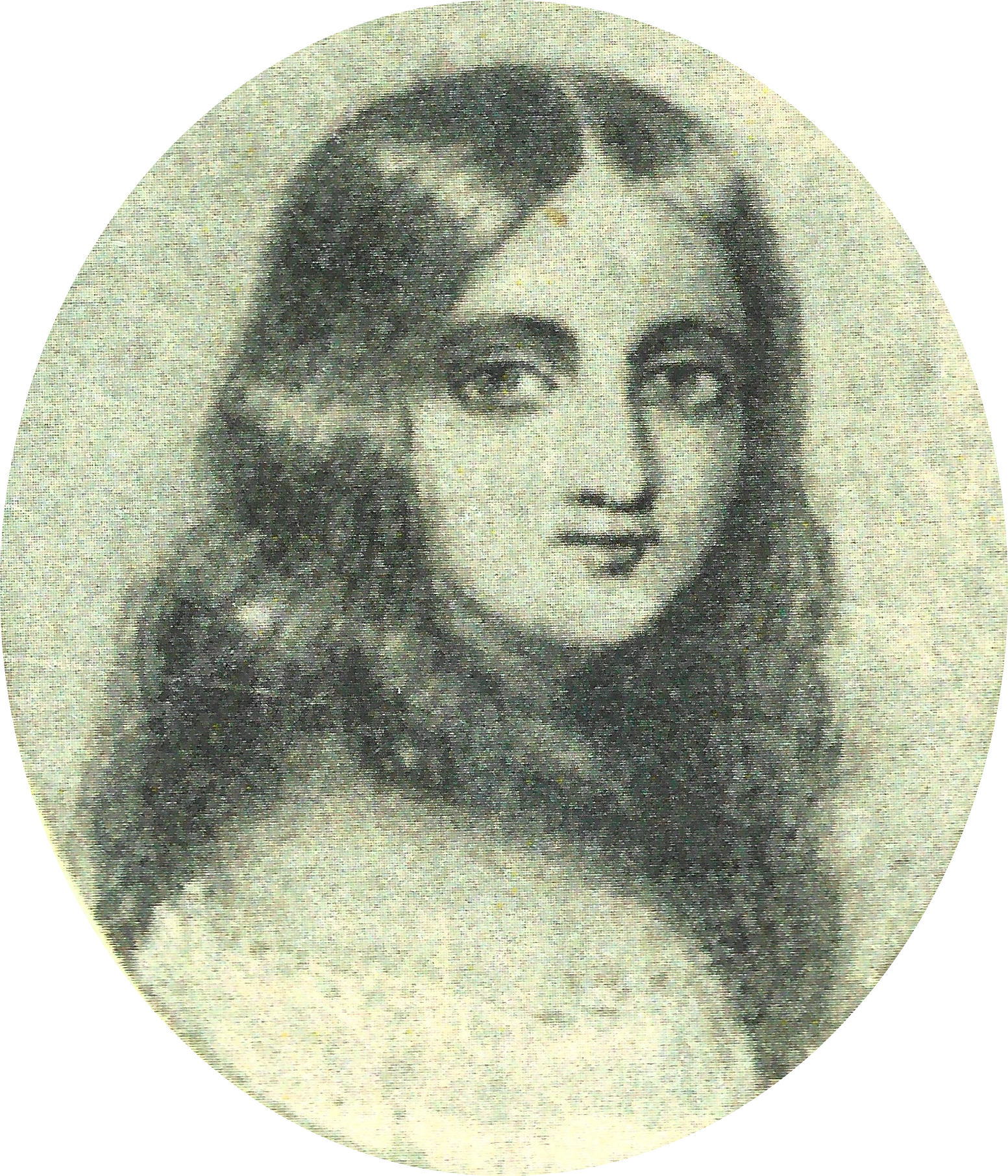
Wilhelmine de Perceval
Armand de Perceval

### Carrière politique

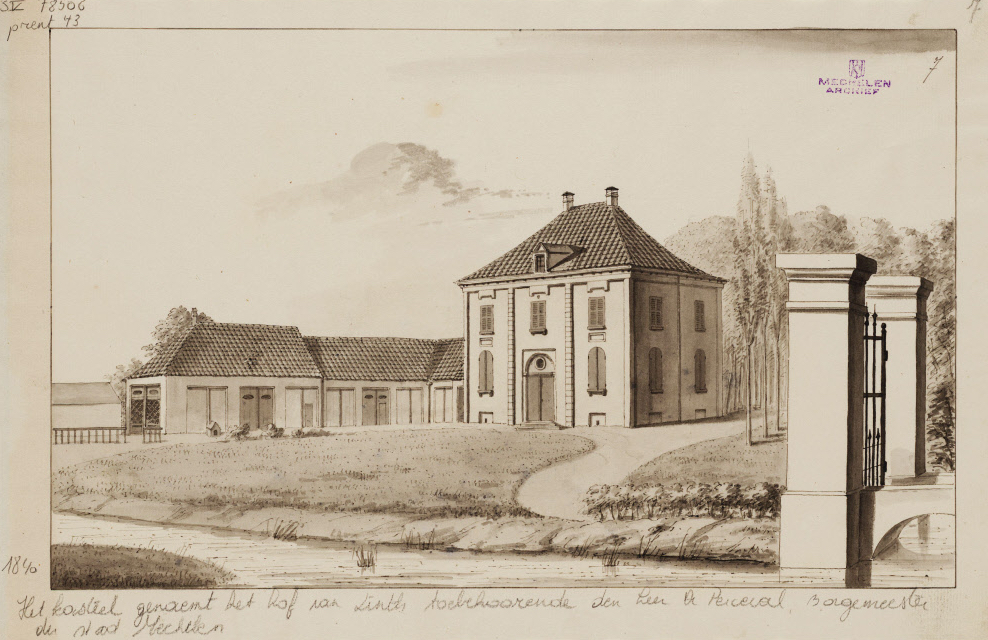
Son château Hof van Lint.

Jean-Henri de Perceval est l'un des plus riches et importants propriétaire terrien de la région de Malines et du Brabant wallon. Hors de ses possessions à Malines même, il laisse à ses enfants des terres représentant une superficie totale d'environ 600 hectares, réparties sur une vingtaine de communes (Heffen, Leest, Beersel, Koningshooikt, Duffel, Lint, Boechout, Broechem, Waarloos, Arquennes, etc). Il se fait notamment construire le château Hof van Lint, à Lint.
Perceval fut maire de Putte de 1811 à 1818, commune où il possédait plusieurs dizaines d'hectares de terres. Installé membre de l'administration des Hospices de Malines en 1817, il est nommé président de cette administration le 5 novembre 1829. Il devient également président du conseil de milice du ressort de Malines.
Il est élu conseiller communal de Malines en 1830. La même année, il perd les élections pour devenir bourgmestre face à son oncle, Jean Joseph Vermylen-Neeffs (catholique-unioniste). Il est élu membre du Congrès national le 3 novembre 1830, mais en refusa la fonction. En 1831, il est l'un des 57 habitants de la province d'Anvers payant au moins 1 000 florins, condition électorale faisant qu'il est alors éligible au Sénat. 
Le 7 septembre 1836, après le décès de son oncle, Jean-Henri est élu bourgmestre de Malines (il le restera jusqu'à sa mort), et le 28 septembre, conseiller provincial d’Anvers et président du Conseil de milices de Malines. Il devient membre de la Chambre des Représentants en 1837.
Il était membre du Grand Serment royal et noble des Arbalétriers suisses de Notre-Dame du Sablon.

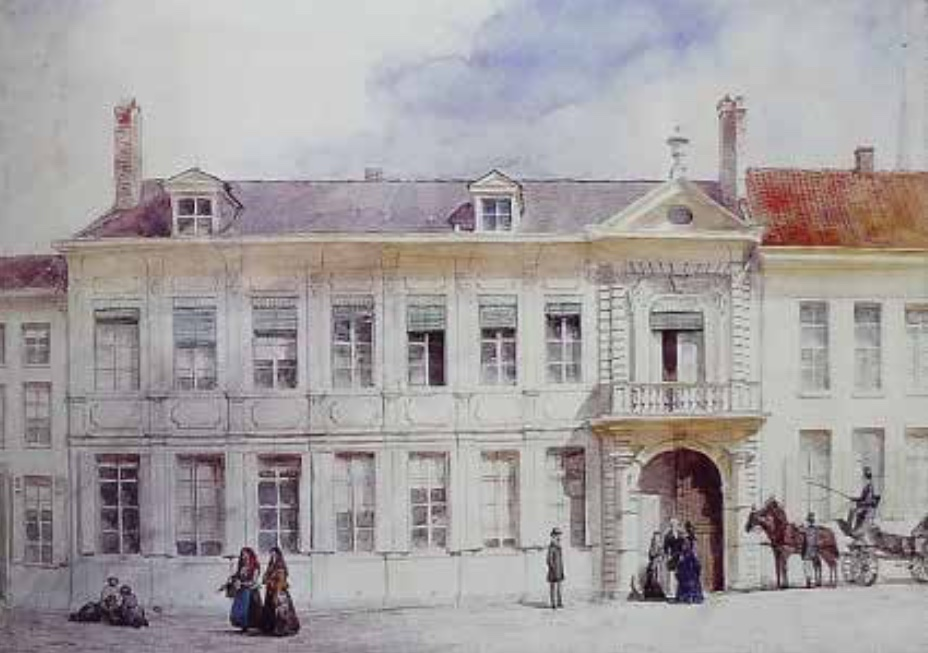
Son hôtel particulier, Goswin de Stassartstraat 24, à Malines.

Il décède le 16 mars 1842 à son hôtel particulier de Goswin de Stassartstraat 24 à Malines, à 56 ans, et est enterré à Heffen. À droite de la porte d'entrée de l'église d'Heffen, une pierre tombale impressionnante est placée dans le mur avec le texte suivant : « A la Mémoire de Messire Emmanuel Joseph De Perceval, né à Nivelles le 30 mars 1731, Conseiller receveur-général pour la Ville et Province de Malines, lieutenant de la Cour féodale de S.M. I. et R. d'Autriche Souverain des Pays-Bas, Décédé a Malines le 15 avril 1800. Époux de Dame Anne Marie Françoise Vermylen, Née a Malines le 31 mars 1763 y décédée le 5 octobre 1826. Et Messire Jean Henry Emmanuel Joseph De Perceval, Leur fils, né a Malines le 2 août 1786, ancien Maire de la Commune de Putte, Président de l'Administration des hospices civils de Malines, Conseiller provincial, Membre de la Chambre des Représentants, Bourgmestre de Malines, y décédé le 16 mars 1843. Époux de Dame Antoinette Françoise Jacqueline Van den Nieuwenhuysen, enterrés a Heffen et reposant près cette pierre. Priez pour eux ». Sa veuve mourra en juin 1868 dans son château de Bodeghem-Saint-Martin et sera enterrée à Wavre-Sainte-Catherine.

## Sources
- Auguste Scheler, Statistique personnelle des ministères et des corps législatifs constitués en Belgique depuis 1830, Bruxelles 1857
- Le vicomte Charles Dubus de Warnaffe, Le Congrès national : biographies de membres ..., Librairie nationale d'art et d'histoire, 1930
- (nl) Herwig de Lannoy, Jean Henri de Perceval (1786-1842), '"maire" van Putte, de eerste liberale burgemeester van Mechelen en volksvertegenwoordiger, 2011
- Ch. Raindorf-Gerard, Le Parlement belge 1831-1894. Données biographiques, Bruxelles 1996
- Marcel Augustijn Nauwelaerts, Putte in het Land van Mechelen, 1966
- (nl) R. Devuldere, Biografisch repertorium der Belgische parlementairen, senatoren en volksvertegenwoordigers 1830 tot 1.8.1965, 1965
- (nl) W. Belmans, Politieke Dynastieën te Mechelen in de Negentiende Eeuw (1830-1914), 1973, p. 104-105.
- (nl) Steve Heylen, Bart De Nil, Bart D'hondt, Geschiedenis van de provincie Antwerpen. Een politieke biografie. 2. Biografisch repertorium, Antwerpen, Provinciebestuur Antwerpen, 2005, p. 59.
- Jean-Luc De Paepe, Index des Éligibles au Sénat 1831-1893, 1975, p. 539.
- (nl) Greet Geypen, Liberalisme in Mechelen. Historische schets van het liberalisme en de Liberale partij van 1830 tot 1961
- J.L. DE PAEPE – Ch. RAINDORF-GERARD, « Le Parlement belge 1831-1894. Données biographiques », Bruxelles, Commission de la biographie nationale, 1996, p. 199